# Phil Stern
Phil Stern (Filadelfia, 3 settembre 1919 – Barstow, 13 dicembre 2014) è stato un fotografo statunitense.

## Biografia
Crebbe a New York, nel popolare quartiere del Bronx da una famiglia di immigrati russi di origine ebraica. Poco prima dello scoppio della seconda guerra mondiale lavorò come apprendista in un laboratorio fotografico. Nel 1939 iniziò la carriera lavorando come fotografo free-lance per la rivista Friday.
Nel 1941 arruolatosi volontario nei Darby's Rangers (U.S. Army Ranger), partì per il fronte e venne inviato prima in Tunisia, dove fu ferito. Ristabilitosi, seguì i Rangers durante lo Sbarco in Sicilia, venendo nuovamente ferito.
Rimpatriato, iniziò una lunga e proficua collaborazione con l'industria del cinema americano. A Hollywood realizzò alcuni dei ritratti più famosi delle celebrità dell'epoca, fra le quali Louis Armstrong, Sammy Davis Jr., James Dean, Marilyn Monroe e Marlon Brando. Divenne inoltre il fotografo ufficiale del Presidente John Fitzgerald Kennedy.
Per il cinema inoltre ha collaborato con Orson Welles in Citizen Kane.
Nella sua lunga carriera lavorò inoltre per Life, Collier’s e Look.
Nel luglio del 2013, nel settantesimo anniversario dello sbarco in Sicilia ed alla soglia dei 94 anni, ha compiuto un viaggio nell'isola, dove gli sono state dedicate onorificenze  e mostre. Ideatore e curatore della mostra, che sancisce il ritorno di Stern in Sicilia dopo 70 anni, è lo storico e giornalista Ezio Costanzo. Costanzo ha anche realizzato il film-documentario sulla figura del grande fotografo americano dal titolo Phil Stern. Sicilia 1943, la guerra e l'anima, che è stato presentato nell'ambito del riconoscimento alla vita professionale di Stern, al Taormina Film Fest a Los Angeles del 2016.
Stern muore il 13 dicembre 2014 a 95 anni, presso il Veterans Home di Barstow, California, dove risiedeva già da tempo.

## Vita privata
Sposato dal 1945 con Rosie ebbe 4 figli. Un figlio ed una nipote gestiscono oggi l'archivio Stern a Los Angeles.